# Ерофеево (Крым)
Ерофе́ево (до 1948 года Минарели́-Шиба́н; укр. Єрофєєве, крымскотат. Minareli Şiban, Минарели Шибан) — село, расположенное на территории Ленинского района (Автономной) Республики Крым, входит в состав Луговского сельского поселения (Луговского сельсовета).

## Население
| 2001 | 2014 |
| ---- | ---- |
| 173  | ↘129 |

Всеукраинская перепись 2001 года показала следующее распределение по носителям языка
| Язык             | Процент |
| ---------------- | ------- |
| русский          | 64.16   |
| крымскотатарский | 23.7    |
| украинский       | 9.83    |
| молдавский       | 2.31    |

### Динамика численности
| - 1805 год — 49 чел. - 1864 год — 35 чел. - 1889 год — 29 чел. - 1892 год — 16 чел. - 1902 год — 57 чел. - 1915 год — 0/103 чел. | - 1926 год — 138 чел. - 1939 год — 122 чел. - 1989 год — 190 чел. - 2001 год — 173 чел. - 2014 год — 129 чел. |

## Современное состояние
На 2017 год в Ерофеево числится 4 улицы, село связано автобусным сообщением с райцентром, городами Крыма и соседними населёнными пунктами.

## География
Расположено в западной части Керченского полуострова, в Кошайской балке, левом притоке реки Али-Бай, высота центра села над уровнем моря 56 м. Расстояние до районного центра Ленино — около 15 километров (по шоссе) на северо-восток, ближайшая железнодорожная станция — Бранное Поле (на линии Джанкой — Керчь) — примерно в 8 километрах. Транспортное сообщение осуществляется по федеральной трассе Таврида (ранее — по региональной автодороге 35А-001 Армянск — Джанкой — Феодосия — Керчь (по украинской классификации — М-17)).

## История
Первое документальное упоминание села встречается в Камеральном Описании Крыма… 1784 года, судя по которому, в последний период Крымского ханства Минарели Шибан входил в Арабатский кадылык Кефинского каймаканства. После присоединения Крыма к России (8) 19 апреля 1783 года, (8) 19 февраля 1784 года, именным указом Екатерины II сенату, на территории бывшего Крымского Ханства была образована Таврическая область и деревня была приписана к Левкопольскому, а после ликвидации в 1787 году Левкопольского — к Феодосийскому уезду Таврической области. После Павловских реформ, с 1796 по 1802 год, входила в Акмечетский уезд Новороссийской губернии. По новому административному делению, после создания 8 (20) октября 1802 года Таврической губернии, Минирали-Шибань был включён в состав Парпачской волости Феодосийского уезда.
По Ведомости о числе селений, названиях оных, в них дворов… состоящих в Феодосийском уезде от 14 октября 1805 года, в деревне Минирали-Шибан числилось 6 дворов и 49 жителей. На военно-топографической карте генерал-майора Мухина 1817 года деревня Менералишибан обозначена с 6 дворами. После реформы волостного деления 1829 года Минераш Шебан, согласно «Ведомости о казённых волостях Таврической губернии 1829 года», отнесли к Агерманской волости (переименованной из Парпачской). На карте 1836 года в деревне 10 дворов, а на карте 1842 года Минарели Шибан обозначен условным знаком «малая деревня», то есть, менее 5 дворов.
В 1860-х годах, после земской реформы Александра II, деревню включили в состав Арма-Элинской волости. Согласно «Списку населённых мест Таврической губернии по сведениям 1864 года», составленному по результатам VIII ревизии 1864 года, Минарели-Шибан — владельческая татарская деревня с 2 дворами, 35 жителями и мечетью при колодцах. На трёхверстовой карте Шуберта 1865—1876 года в деревне Минарели-Шибан обозначено 5 дворов. По «Памятной книге Таврической губернии 1889 года», по результатам Х ревизии 1887 года, в деревне Минарели-Шибань, уже Владиславской волости, числилось 5 дворов и 29 жителей. По «…Памятной книжке Таврической губернии на 1892 год» в деревне Минерали-Шибань, не входившей ни в одно сельское общество, числилось 16 безземельных жителей.
После земской реформы 1890-х годов деревня осталась в составе преобразованной Владиславской волости. На верстовой карте Крыма 1896 года в селении обозначено 3 двора с русским населением и «господский двор». По «…Памятной книжке Таврической губернии на 1902 год» в деревне Минерали-Шибань, находившейся в частном владении, числилось 57 жителей, домохозяйств не имеющих. По Статистическому справочнику Таврической губернии. Ч.II-я. Статистический очерк, выпуск пятый Феодосийский уезд, 1915 год, в деревне Минирали-Шибань (на земле Грамматикова) Владиславской волости Феодосийского уезда числилось 12 дворов (все дворы безземельные) с русским населением в количестве 103 человек только «посторонних» жителей, из которых 50 мужчин и 53 женщины. Жители землёй не владели, в хозяйствах имелось 70 лошадей, 40 волов, 30 коров и 120 голов овец, свиней, или коз. При деревне 1444 десятины земли принадлежали Грамматикову.
После установления в Крыму Советской власти, по постановлению Крымревкома от 8 января 1921 года была упразднена волостная система и село вошло в состав вновь созданного Владиславовского района Феодосийского уезда, а в 1922 году уезды получили название округов. 11 октября 1923 года, согласно постановлению ВЦИК, в административное деление Крымской АССР были внесены изменения, в результате которых округа ликвидировались и Владиславовский район стал самостоятельной административной единицей. Декретом ВЦИК от 04 сентября 1924 года «Об упразднении некоторых районов Автономной Крымской С. С. Р.» в октябре 1924 года район был преобразован в Феодосийский и село включили в его состав. Согласно Списку населённых пунктов Крымской АССР по Всесоюзной переписи 17 декабря 1926 года, в селе Минарели-Шибань Арма-Элинского сельсовета Феодосийского района имелось 34 двора, из них 30 крестьянских, население составляло 138 человек (71 мужчина и 67 женщин). В национальном отношении учтено: 128 русских, 1 украинец, 1 записан в графе «прочие». Постановлением ВЦИК «О реорганизации сети районов Крымской АССР» от 30 октября 1930 года (по другим сведениям 15 сентября 1931 года) Феодосийский район упразднили и село включили в состав Ленинского. По данным всесоюзная перепись населения 1939 года в селе проживало 122 человек.

Во время Великой Отечественной войны, в ходе проведения Керченско-Феодосийской десантной операции с 15 января до 12 апреля и с 8 по 11 мая 1942 года в районе села происходили бои частей 157-й стрелковой дивизии 44-й армии. Погибших в боях 19 советских воинов захоронили в братской могиле. Установлено имя одного бойца — Михаил Яковлевич Нехлебаев, 1895 года рождения, погиб 18. апреля1942 года, остальные неизвестны. В 1948 году на могиле был установлен памятник, в 1985 году заменённый на современный. Объект культурного наследия России.

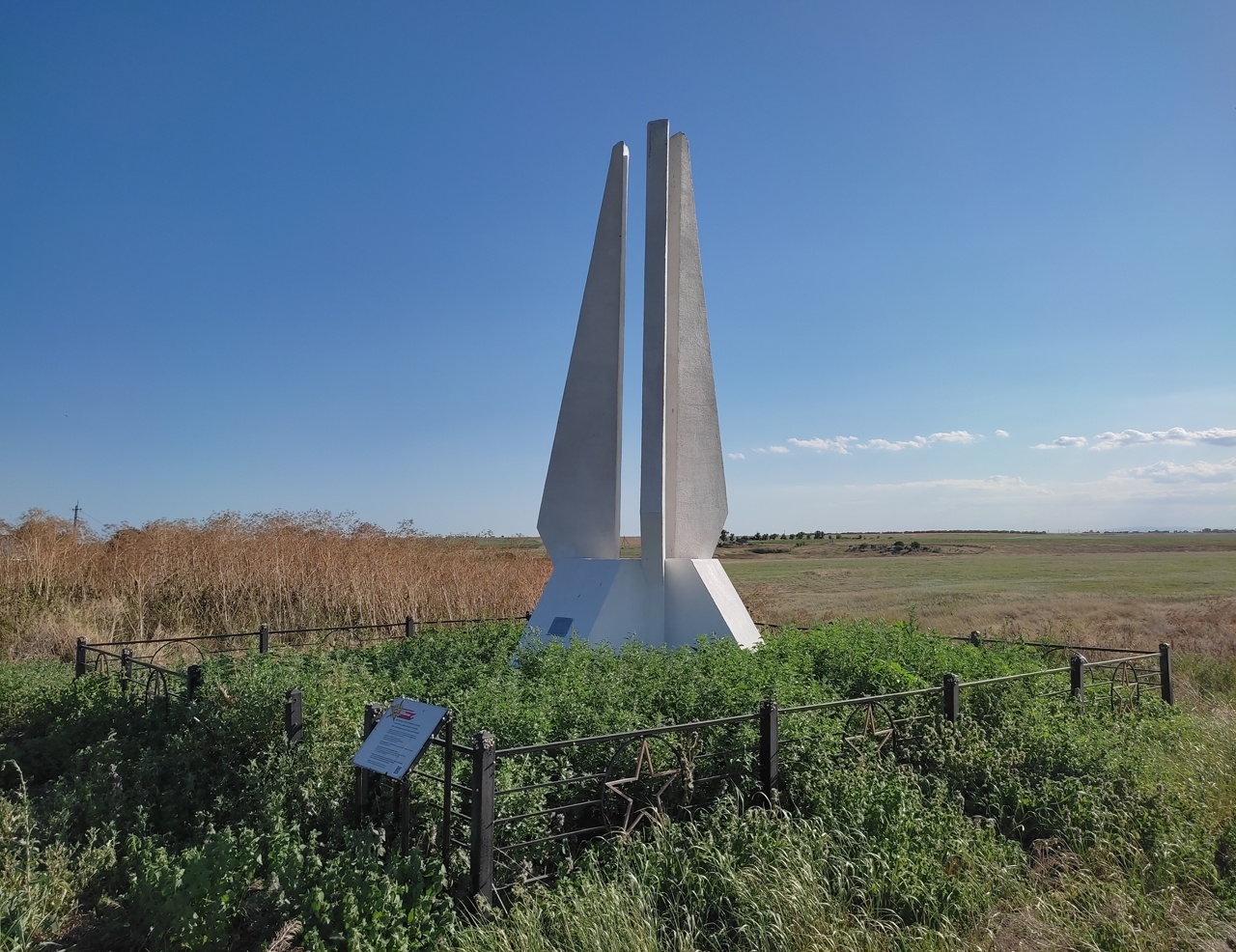
Братская могила советских воинов в селе

С 25 июня 1946 года Минарели-Шибань в составе Крымской области РСФСР. Указом Президиума Верховного Совета РСФСР от 18 мая 1948 года, Минарели-Шибань переименовали в Ерофеево. 

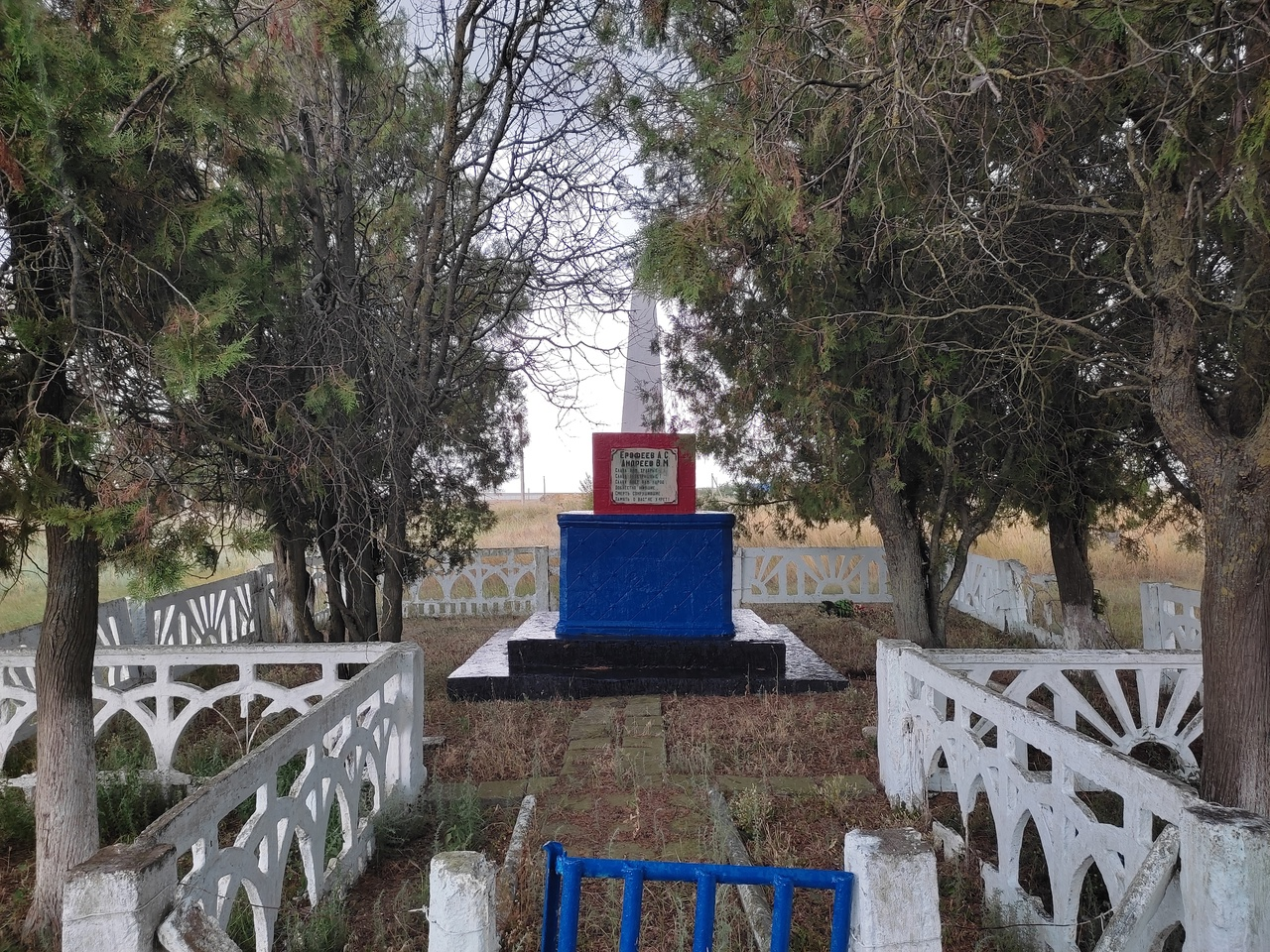
Памятный знак в честь Л. С. Ерофеева и В. М. Андреева

Село получило название в память о майоре Леониде Сергеевиче Ерофееве, погибшем при освобождении Крыма в 1944 году. В память об этом в селе в 1965 году был установлен памятный знак, объект культурного наследия России.
26 апреля 1954 года Крымская область была передана из состава РСФСР в состав УССР. На 15 июня 1960 года и 1968 год Ерофеево ещё в составе Батальненского сельсовета, с 1976 года уже в Луговском. По данным переписи 1989 года в селе проживало 190 человек. С 12 февраля 1991 года село в восстановленной Крымской АССР, 26 февраля 1992 года переименованной в Автономную Республику Крым. С 21 марта 2014 года в составе Крыма аннексировано Россией.